# Güldeniz Önal
Güldeniz Önal, coniugata Paşaoğlu, (Ankara, 25 marzo 1986), è una pallavolista turca, schiacciatrice del Kuzeyboru.

## Carriera

### Club
La carriera di Güldeniz Önal inizia nell'İller Bankası, con il quale debutta nella stagione 2003-04 in Voleybol 1. Ligi e dove gioca per cinque annate. Nel campionato 2008-09 viene ingaggiata dal Türk Telekom, club che tuttavia cessa di esistere al termine dell'annata. Approda così nella stagione 2009-10 al VakıfBank GS, in seguito rinominato semplicemente VakıfBank, restando legata al club per sei annate: si aggiudica due scudetti, due edizioni della Coppa di Turchia, due Supercoppe turche, la Champions League 2010-11 e 2012-13 e il campionato mondiale per club 2013.
Nel campionato 2015-16 passa al Galatasaray, dove rimane per due annate, prima di firmare per il campionato 2017-18 con l'Eczacıbaşı, conquistando la Coppa CEV 2017-18, la Supercoppa turca 2018 e la Coppa di Turchia 2018-19. Rientra quindi in forza al Galatasaray nel campionato 2019-20; dopo un biennio con le giallo-rosse, nel campionato 2021-22 approda all'Aydın BB, conquistando la BVA Cup.
Si trasferisce alla neopromossa Çukurova nella stagione 2022-23, mentre in quella seguente è allo Zeren, in serie cadetta, conquistando la promozione in Sultanlar Ligi: torna a calcare i campi della massima divisione nell'annata 2024-25, ma con la maglia del Kuzeyboru.

### Nazionale
Nel 2005 riceve le prime convocazioni in nazionale, con cui successivamente conquista il bronzo al campionato europeo 2011 e al World Grand Prix 2012, la medaglia d'argento ai XVII Giochi del Mediterraneo e quella d'oro ai I Giochi europei.
In seguito vince la medaglia di bronzo al campionato europeo 2017.

## Palmarès

### Club
- Campionato turco: 2

2012-13, 2013-14
- Coppa di Turchia: 3

2012-13, 2013-14, 2018-19
- Supercoppa turca: 3

2013, 2014, 2018
- Campionato mondiale per club: 1

2013
- Champions League: 2

2010-11, 2012-13
- Coppa CEV: 1

2017-18
- BVA Cup: 1

2021

### Nazionale (competizioni minori)
- European League 2011
- Giochi del Mediterraneo 2013
- Montreux Volley Masters 2015
- Giochi europei 2015
- Montreux Volley Masters 2016